# Alfredo Ortiz (músico)
Alfredo Ortiz (Los Ángeles, 1970) es un baterista estadounidense, que ha trabajado con Morningwood y Red Exiles. Ortiz ha viajado anteriormente con los Beastie Boys como baterista y percusionista, y apareció en su película, Awesome; I Fuckin' Shot That!. En años anteriores ha participado en Yeska, Ozomatli, Tito & Tarantula, BS 2000, Blackalicious, Los Villains.
Ortiz también ha aparecido en la película Along Came Polly protagonizada por Ben Stiller y Jennifer Aniston en 2004. Se puede escuchar los estilos de percusión de Alfredo en el álbum Tenacious D de la banda con ese mismo nombre, publicado en 2001. En 2008, se fue de gira con Tito & Tarántula.
También ha trabajado con Eva Gardner (exbajista de The Mars Volta), en su banda Lyra.